# سوسک غواص بزرگ

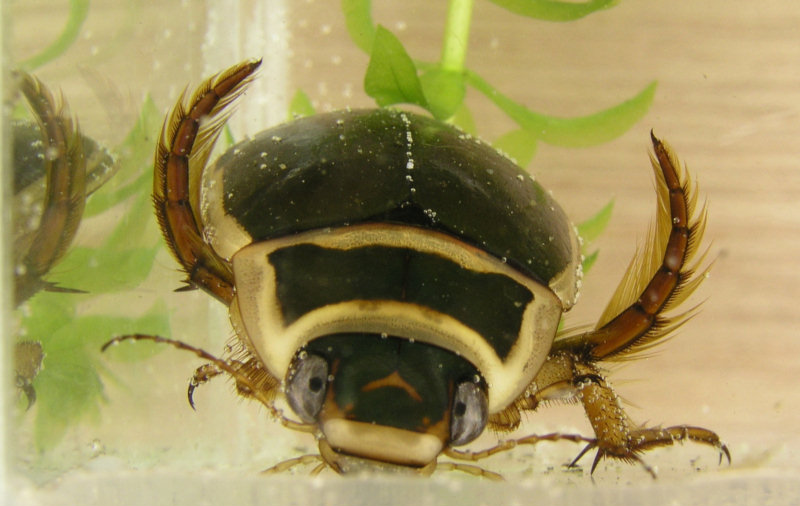
بالغ

این حشره آبی و شناگر یک شکارچی دلیر است. سوسک‌های بالغ به‌وسیله آرواره‌های قدرتمند خود تغذیه می‌کنند. نوزاد این سوسکها به‌وسیله آرواره‌های خالی خود به حیوانات ضربه می‌زنند و بعد مایعات درون بدن طعمه خود را می‌نوشند. سوسکهای غواص از هوا تنفس می‌کنند و شناگران خوبی هستند.